# Синимун (станция метро)
«Синимун» (кор. 신이문역) — эстакадная станция Сеульского метро на Первой линии (Кёнвон). На станции установлены платформенные раздвижные двери.
Она представлена двумя боковыми платформами. Станция обслуживается корпорацией железных дорог Кореи (Korail). Расположена в квартале Имун-дон (адресː 64-6 Imun-dong, 472 Hancheonno) района Тондэмунгу города Сеул (Республика Корея).
Пассажиропоток — 20 107 чел/день (на 2012 год).
Станция Синимун была открыта 5 января 1980 года на уже действующем участке Первой линии Университет Кванвоон (119) — Сувон (Р155), введённым в эксплуатацию 15 августа 1974 года, между станциями Сонбук (сейчас Университет Кванвоон 119) и Хвикёнъ (сейчас Университет иностранных языков Хангук 122).